# 年份列表
这个页面索引年相关页面。